# Record olympique de natation messieurs du 200 mètres brasse
| Temps         | Athlète              | Nationalité | Naissance | Âge | Compétition          | Lieu           | Date            | Ref   |
| ------------- | -------------------- | ----------- | --------- | --- | -------------------- | -------------- | --------------- | ----- |
| 2 min 07 s 22 | Ippei Watanabe       | Japon       | 1997      | 19  | Jeux olympiques (sf) | Rio de Janeiro | 9 août 2016     | [ 1 ] |
| 2 min 06 s 38 | Izaac Stubblety-Cook | Australie   | 1999      | 22  | Jeux olympiques (f)  | Tokyo          | 29 juillet 2021 | [ 2 ] |
| 2 min 05 s 85 | Léon Marchand        | France      | 2002      | 22  | Jeux olympiques (f)  | Paris          | 31 juillet 2024 | [ 3 ] |